# Коломбо, Джоаккино
Джоаккино Коломбо (итал. Gioacchino Colombo; 9 января 1903 — 27 апреля 1988) — итальянский инженер-конструктор автомобильных двигателей. Автор двигателей для гоночных и спортивных автомобилей Alfa Romeo, Ferrari, Maserati и Bugatti.

## Биография
Коломбо родился в Леньяно, где располагалось конструкторское бюро Franco Tosi Meccanica, созданное итальянским инженером паровых двигателей Франко Този. Предприятие было разработчиком первого в Италии дизельного двигателя и специализировалось на разработке двигателей для подводных лодок. Там Коломбо начал постигать азы конструкторского мастерства, когда стал подрабатывать чертёжником в 14 лет во время Первой Мировой войны.
Позже он выиграл конкурс для молодых конструкторов, попечителем которого был Никола Ромео, владелец автомобильной компании Alfa Romeo. В 1924 году Коломбо переехал из Леньяно в соседний Милан, где начал свою работу в Alfa Romeo в роли подмастерья у Витторио Яно. С середины тридцатых годов Коломбо был основным посредником между главным офисом Alfa Romeo и Scuderia Ferrari — дочерней гоночной командой Alfa Romeo, руководителем которой был Энцо Феррари. В 1937 году Коломбо разработал двигатель 158 для легендарной Alfetta, чем привлёк к себе внимание со стороны Энцо Феррари. В 1939 Феррари, разойдясь в финансово-управленческих интересах с руководством, покинул Alfa Romeo. Коломбо стал руководителем Alfa Corse, пришедшей на смену Scuderia Ferrari.
Вторая Мировая война и первые послевоенные годы не были благоприятным периодом для развития гоночного автомобилестроения. Весной 1945 года террористом в Милане был убит соратник Коломбо — исполнительный директор Alfa Romeo Уго Гоббато. Это убийство стало местью бывшим сподвижникам Муссолини. Коломбо ухватился за возможность выехать из Милана в Модену и поработать с Ferrari. Энцо попросил Коломбо разработать небольшой V12 для использования в новых брендовых гоночных и обычных автомобилях Ferrari. Первый двигатель Феррари-Коломбо появился 11 Мая 1947 года.
Первой успешной работой Коломбо для Феррари стал крошечный 1.5 литровый двигатель V12, устанавливаемый на Tipo 125, 159, а затем и на Ferrari 166 S. Данный двигатель известен в кругах Феррари как «Colombo» и производился для обычных автомобилей и для выносливых гоночных моделей в течение более 15 лет, с последующей модификацией в 3.3 л. Сюда входит и известный 3.0 литровый Ferrari 250 в гоночной, спортивной и GT версиях.
|  |

Но двигатели Коломбо не были успешны в Формуле-1. После застопорившегося успеха с 166 двигатель был усилен нагнетателем для использования в Формуле-1, но провалился. Энцо Феррари сделал свой обычный ход по сталкиванию талантов друг с другом: чтобы убрать Коломбо он пригласил для разработки настоящего атмосферного V12 Аурелио Лампреди, которого Коломбо опекал в молодые годы. Позже и бывший наставник Коломбо, Витторио Яно, перебрался в Ferrari — и оставил без работы обоих.
Коломбо покинул Феррари в 1950 году и вернулся в Alfa Romeo. Там он руководил гоночной программой компании, включая успех Нино Фарины в том же году и Хуана Мануэля Фанхио в 1951 году.
В 1953 году Коломбо перебрался в Maserati, где разработал гран-при автомобиль Maserati 250F. Два года спустя Коломбо возглавил перезапущенную работу Bugatti над Bugatti Type 251. Позже он работал в компании MV Agusta в 1957—1970 годах.
Коломбо умер в Милане в 1988 году.